# Telekamery 2012
Telekamery 2012 – wyniki piętnastego plebiscytu Telekamery Tele Tygodnia za rok 2011 dla postaci i wydarzeń telewizyjnych ogłoszono 30 stycznia 2012 na łamach tygodnika. Nagrody zostały przyznane w 15 kategoriach. Rozdanie statuetek odbyło się na uroczystej kolacji w Pałacu Sobańskich w Warszawie.

## Kategorie

### Prezenter informacji
- 1. Krzysztof Ziemiec – Wiadomości – TVP1 – 36,38%
- 2. Joanna Racewicz – Panorama – TVP2 – 22,93%
- 3. Jarosław Gugała – Polsat, Polsat News – 14,48%
- Anita Werner – Fakty TVN
- Piotr Kraśko – Wiadomości – TVP1

### Prezenter pogody
- 1. Jarosław Kret – TVP1 – 35,24%
- 2. Maja Popielarska – TVN – 26,98%
- 3. Marzena Słupkowska – TVP1 – 17,69%
- Marek Horczyczak – Polsat
- Marzena Sienkiewicz  - TVP2

### Komentator sportowy
- 1. Mateusz Borek – Polsat – 34,74%
- 2. Przemysław Babiarz – TVP – 33,71%
- 3. Dariusz Szpakowski – TVP –  21,13%
- Piotr Sobczyński – TVP
- Sergiusz Ryczel  - TVN

### Osobowość telewizyjna
- 1. Magda Gessler – Kuchenne rewolucje – TVN – 47,52%
- 2. Robert Górski – Kabaretowy Klub Dwójki – TVP2 – 27,43%
- 3. Robert Makłowicz – Makłowicz w podróży – TVP2 – 15,63%
- Maciej Rock – Must Be the Music. Tylko muzyka – Polsat
- Tomasz Raczek

### Magazyn interwencyjny
- 1. Magazyn Ekspresu Reporterów – 44,22%
- 2. Sprawa dla reportera – 32,41%
- 3. Uwaga! – 15,41%
- Interwencja
- Superwizjer

### Program rozrywkowy
- 1. Jaka to melodia?
- 2. Kabaretowy Klub Dwójki
- 3. Kocham Cię, Polsko!
- HDw3D Telewision
- Światowe rekordy Guinnessa

### Aktorka
- 1. Maja Ostaszewska – Przepis na życie – 26,06%
- 2. Katarzyna Zielińska – Barwy szczęścia – 22,60%
- 3. Małgorzata Kożuchowska – Rodzinka.pl  - 21,85%
- Magdalena Cielecka – Hotel 52
- Joanna Brodzik – Dom nad rozlewiskiem

### Serial
- 1. Czas honoru – TVP2 – 34,97%
- 2. Ojciec Mateusz – TVP1 – 22,20%
- 3. Rodzinka.pl – TVP2 – 18,95%
- Hotel 52 – Polsat
- Przepis na życie – TVN

### Aktor
- 1. Piotr Adamczyk – Przepis na życie i Czas honoru  - 27,41%
- 2. Marek Bukowski – Hotel 52 i Na dobre i na złe – 25,25%
- 3. Tomasz Karolak – Rodzinka.pl  - 20,99%
- Piotr Polk – Ojciec Mateusz
- Jan Wieczorkowski – Czas honoru

### Juror
- 1. Robert Kozyra – Mam talent!  - 30,01%
- 2. Kayah  - The Voice of Poland – 20,71%
- 3. Alicja Węgorzewska-Whiskerd – Bitwa na głosy – 20,17%
- Kora  - Must Be the Music. Tylko muzyka
- Janusz Józefowicz – Taniec z gwiazdami

### Kanał filmowy
- 1. Comedy Central – 38,12%
- 2. AXN – 30,77%
- 3. Kino Polska – 22,28%
- Ale Kino+
- 13th Street Universal

### Kanał popularnonaukowy i kulturalny
- 1. Discovery Channel – 49%
- 2. National Geographic – 41,42%
- 3. TVP Kultura – 4,09%
- Planete+
- Animal Planet

### Kanał dziecięcy
- 1. Disney Channel – 31,37%
- 2. MiniMini+ – 27,03%
- 3. Cartoon Network – 20,21%
- Polsat JimJam
- Nickelodeon

### Program informacyjny i biznesowy
- 1. TVN 24 – 60,60%
- 2. TVP Info – 18,66%
- 3. Polsat News – 9,40%
- TV Biznes
- Superstacja

### Kanał sportowy
- 1. Polsat Sport – 39,08%
- 2. Eurosport – 27,20%
- 3. Canal+ Sport – 19,72%
- Polsat Sport Extra
- TVP Sport

## Złote Telekamery
- Maciej Kurzajewski
- Barwy szczęścia